# Richard Murunga
Richard Murunga, ps. Dick Tiger Murunga (ur. 22 kwietnia 1949 w Amagoro, zm. 26 października 2018 w Nairobi) – kenijski bokser, medalista igrzysk olimpijskich w 1972.

## Kariera sportowa
Zdobył złoty medal w wadze półśredniej (do 67 kg) na mistrzostwach Afryki w 1972 w Nairobi. 
Na igrzyskach olimpijskich w 1972 w Monachium zdobył brązowy medal w wadze półśredniej po wygraniu trzech walk (w tym z Alfonsem Stawskim) i porażce w półfinale z Jánosem Kajdim z Węgier. Odpadł w ćwierćfinale tej kategorii wagowej na igrzyskach afrykańskich w 1973 w Lagos.
W 1973 zdezerterował z armii i udał się do Ugandy, gdzie walczył pon nazwiskiem Feisal Musante. Po powrocie do Kenii został aresztowany.
W 1974 Murunga stoczył trzy zwycięskie walki zawodowe w Danii i Finlandii, a w 1988 jeszcze jedną w Kenii, którą przegrał przez nokaut w 1. rundzie. 